# Autostrada A19 (Franța)
Autostrada A19 este o autostradă franceză care leagă A5 de A10 între Sens, în departamentul Yonne, și Artenay, în departamentul Loiret. Face parte din planul de ocolire majoră a Parisului. A19 este acoperită de serviciul de trafic Autoroute Info (până la Courtenay) și de Radio Vinci Autoroutes (după Courtenay) pe frecvența 107.7 FM.

## Prezentare
O primă secțiune a autostrăzii A19 a fost deschisă în 1993 și a servit drept capăt temporar pentru A5, până la deschiderea secțiunii Sens-Troyes. După inaugurarea acestei porțiuni din A5, secțiunea a devenit o cale de acces către orașul Sens. Ulterior, construcția autostrăzii între Sens și Courtenay (mai precis Piffonds, în Yonne) a fost finalizată, iar tronsonul a fost deschis în 1997.
După finalizarea lucrării, traficul între Orléans și Courtenay pe vechiul RN 60 a crescut semnificativ, în special în ceea ce privește camioanele. Din acest motiv, în anii 2000 s-a decis construirea unei legături între autostrada A6 la Courtenay și autostrada A10 la Artenay. Construită de Arcour (VINCI) și operată de Cofiroute, această legătură de 101 km a fost inaugurată pe 16 iunie 2009.
Exploatarea autostrăzii A19 este împărțită între APRR pe secțiunea Sens-Courtenay și Cofiroute pe secțiunea Courtenay-Artenay. Cu un cost estimat la 595 milioane de euro la începutul lucrărilor, autostrada a fost finalizată pentru 840 milioane de euro. Din acest total, 80 de milioane de euro au provenit din fonduri publice (40 de milioane de euro de la stat prin Agenția de Finanțare a Infrastructurilor de Transport din Franța, 18,4 milioane de euro de la Regiunea Centru și 16,6 milioane de euro, în special, de la Consiliul General din Loiret).

## Istoric

### De la Sens la Courtenay
Autostrada este administrată de compania Autoroutes Paris-Rhin-Rhône (APRR). Este o autostradă cu taxă, având 2 × 2 benzi și o lungime de 30 km.
- 1993: deschiderea secțiunii A160-A5 (Sens)-RN 6 de 5 km (viitoarea A19);
- 1997: deschiderea secțiunii Sens-Courtenay de 25 km.

### De la Courtenay la Artenay
Coordonarea lucrărilor pentru Vinci Concessions a fost asigurată de Hervé Tricot, director general, și Gérard Khodja, director tehnic.
Lucrările au fost realizate de grupul SOCALY, al cărui director este Claude Moulin.
Între martie 2006 și iunie 2007, Institutul Național de Cercetare Arheologică Preventivă (Inrap) a efectuat săpături arheologice preventive. Acestea au permis descoperirea de urme ale prezenței umane din paleolitic până la sfârșitul Evului Mediu. Un documentar care descrie aceste descoperiri a fost realizat.
Pe 29 septembrie 2006, lucrările de construcție a tronsonului au fost lansate oficial.
Pe 8 iunie 2009, Dominique Bussereau, pe atunci secretar de stat pentru transporturi în guvernul lui François Fillon, a inaugurat noul tronson la Fontenay-sur-Loing, în prezența lui Pierre Coppey, director general al Cofiroute și Arcour, filiala companiei VINCI, concesionară a A19 pentru o perioadă de 65 de ani.
Autostrada a fost dată în folosință pe 16 iunie 2009, la prânz. Conectând Courtenay la Sougy, aceasta leagă autostrăzile A5, A6, A77 și A10. Au fost necesare patru ani de lucrări (finalizate cu patru luni înainte de calendarul previzionat) și 847 milioane de euro pentru a termina cei 101 km ai tronsonului. Exploatarea autostrăzii este încredințată companiei Cofiroute.

## Traseu
| De la A10 până la ieșirea 4; secțiune cu taxă în sistem închis, concesionată companiei Arcour.             | |             |
| Intersecție                                                                                                | Nod rutier între A10 și A19: Bordeaux, Orléans, Paris, Chartres.                                                                         | A10 E5 E60  |
| A19 E60 | |             |
| | Zone de odihnă: Teillay (sens Sens > Orléans); Mauregard (sens Orléans > Sens).                                                          |             |
| 7 - Escrennes                                                                                              | Orașe deservite: Melun, Fontainebleau, Étampes, Malesherbes, Pithiviers, Neuville-aux-Bois.                                              | RD2152      |
| 6 - Beaune-la-Rolande                                                                                      | Orașe deservite: Nemours, Châteauneuf-sur-Loire, Malesherbes, Bellegarde + Zona de servicii Le Loiret (în ambele sensuri).               | RD975       |
| Intersecție                                                                                                | Nod rutier între A77 și A19: Clermont-Ferrand, Nevers, Bourges, Montargis, Montargis-centru, Paris.                                      | A77         |
| | Zone de odihnă: La Vallée du Loing (sens Sens > Orléans); Cepoy (sens Orléans > Sens).                                                   |             |
| | Viaductul Loing. |             |
| 5 - Fontenay-sur-Loing                                                                                     | Orașe deservite: Montargis-centru, Montargis-nord, Dordives, Ferrières-en-Gâtinais.                                                      | RD2007      |
| | Coridor ecologic pentru faună. |             |
| | Coridor ecologic pentru faună. |             |
| | Zone de odihnă: Chantecoq (sens Sens > Orléans); Philippe Rossi (sens Orléans > Sens).                                                   |             |
| 4 - Courtenay ouest                                                                                        | Orașe deservite: Montargis, Courtenay.                                                                                                   | RD2060      |
| De la ieșirea 4 până la ieșirea 3; secțiune gratuită (cu emitere de bilet), concesionată companiei Arcour. | |             |
| 3 - Courtenay est                                                                                          | Orașe deservite: Sens, Villeneuve-sur-Yonne (nod rutier parțial).                                                                        | RD2060      |
| De la ieșirea 3 până la A6; secțiune cu taxă în sistem închis, concesionată companiei Arcour.              | |             |
| | Trecerea din departamentul Loiret în departamentul Yonne. Trecerea din regiunea Centre-Val de Loire în regiunea Bourgogne-Franche-Comté. |             |
| Intersecție                                                                                                | Nod rutier între A6 și A19: Lyon, Dijon, Auxerre, Paris (nod rutier parțial).                                                            | A6 E15 E60  |
| De la A6 până la A5; secțiune cu taxă în sistem închis, concesionată companiei APRR.                       | |             |
| A19 E511                                                                                                   | |             |
| 2 - Villeneuve-la-Dondagre                                                                                 | Orașe deservite: Saint-Valérien, Paron, Sens-Rive Gauche.                                                                                | RD660       |
| | Zona de servicii Villeroy (în ambele sensuri).                                                                                           |             |
| | Viaductul Yonne. |             |
| 1 - Saint-Denis-lès-Sens                                                                                   | Orașe deservite: Provins, Sens, Sens-Centru, Nogent-sur-Seine, Pont-sur-Yonne.                                                           | RD606       |
| Intersecție                                                                                                | Nod rutier între A5 și A19: Paris, Fontainebleau, Montereau-Fault-Yonne, Metz, Nancy, Troyes.                                            | A5 E54 E511 |
| A19 E511                                                                                                   | |             |

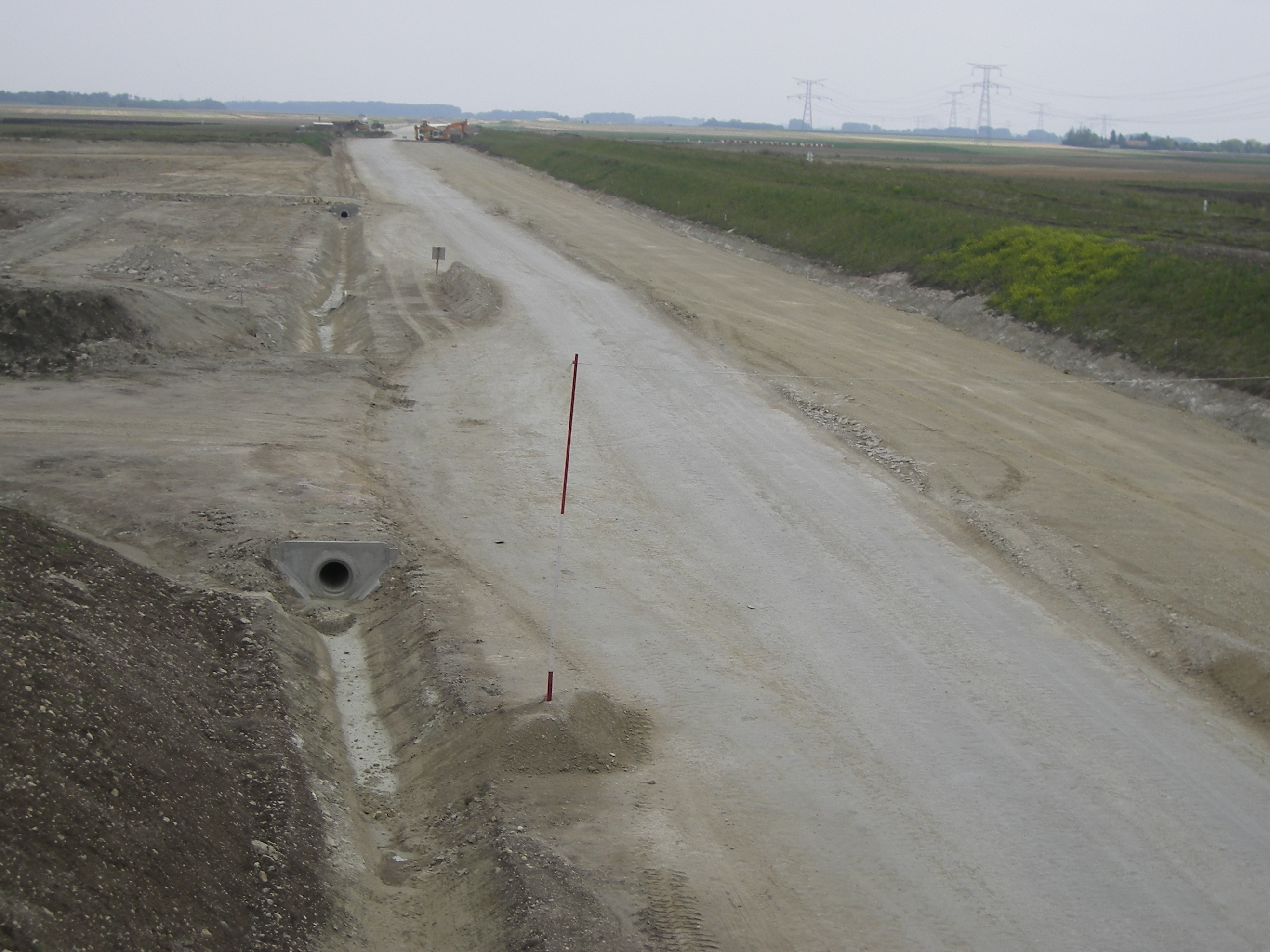
A19: În construcție, în august 2007, între Bouzonville-aux-Bois și Ascoux, în direcția vest.
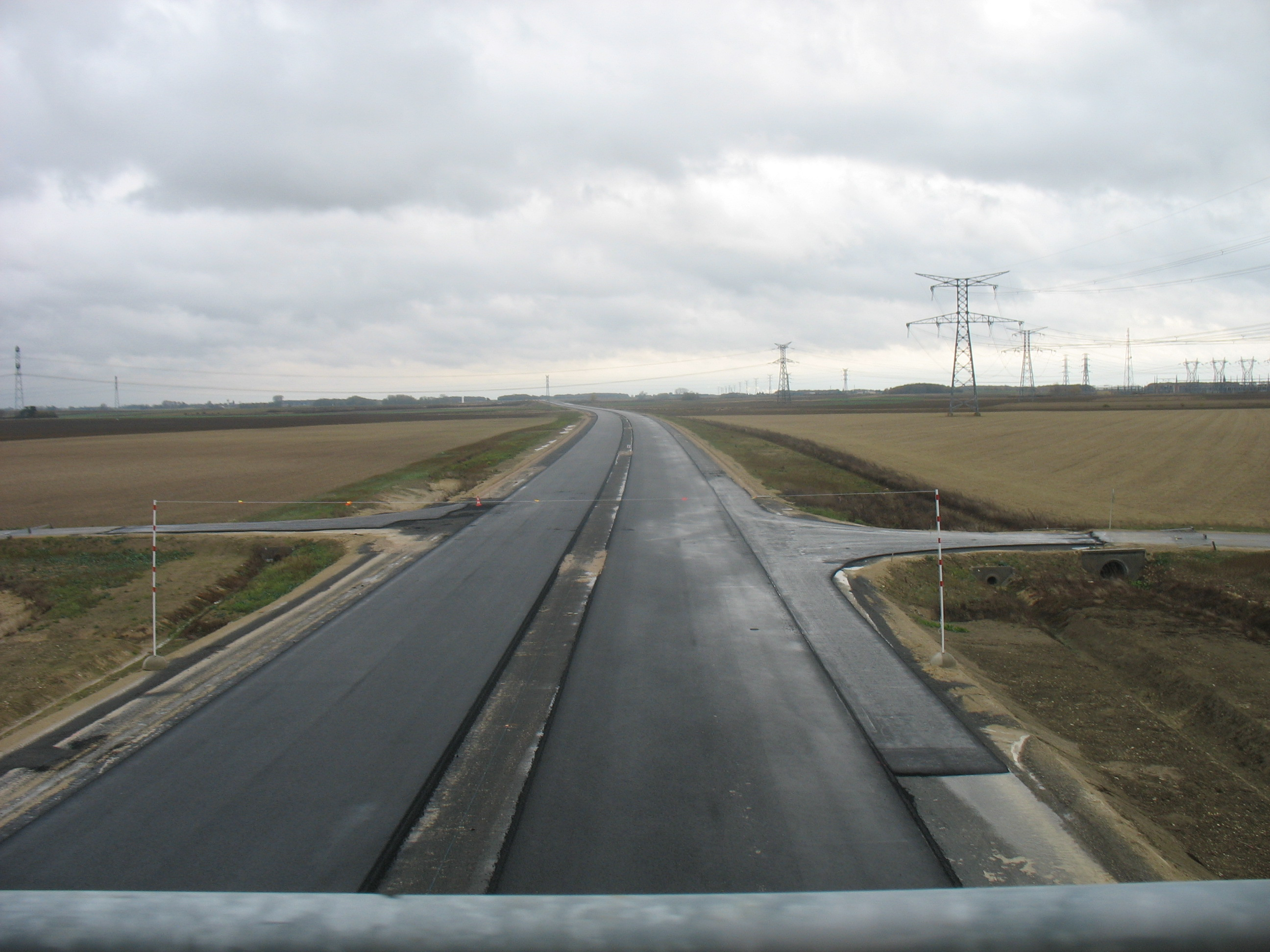
A19: În construcție, în noiembrie 2008, la Boynes, în direcția Artenay-Courtenay.
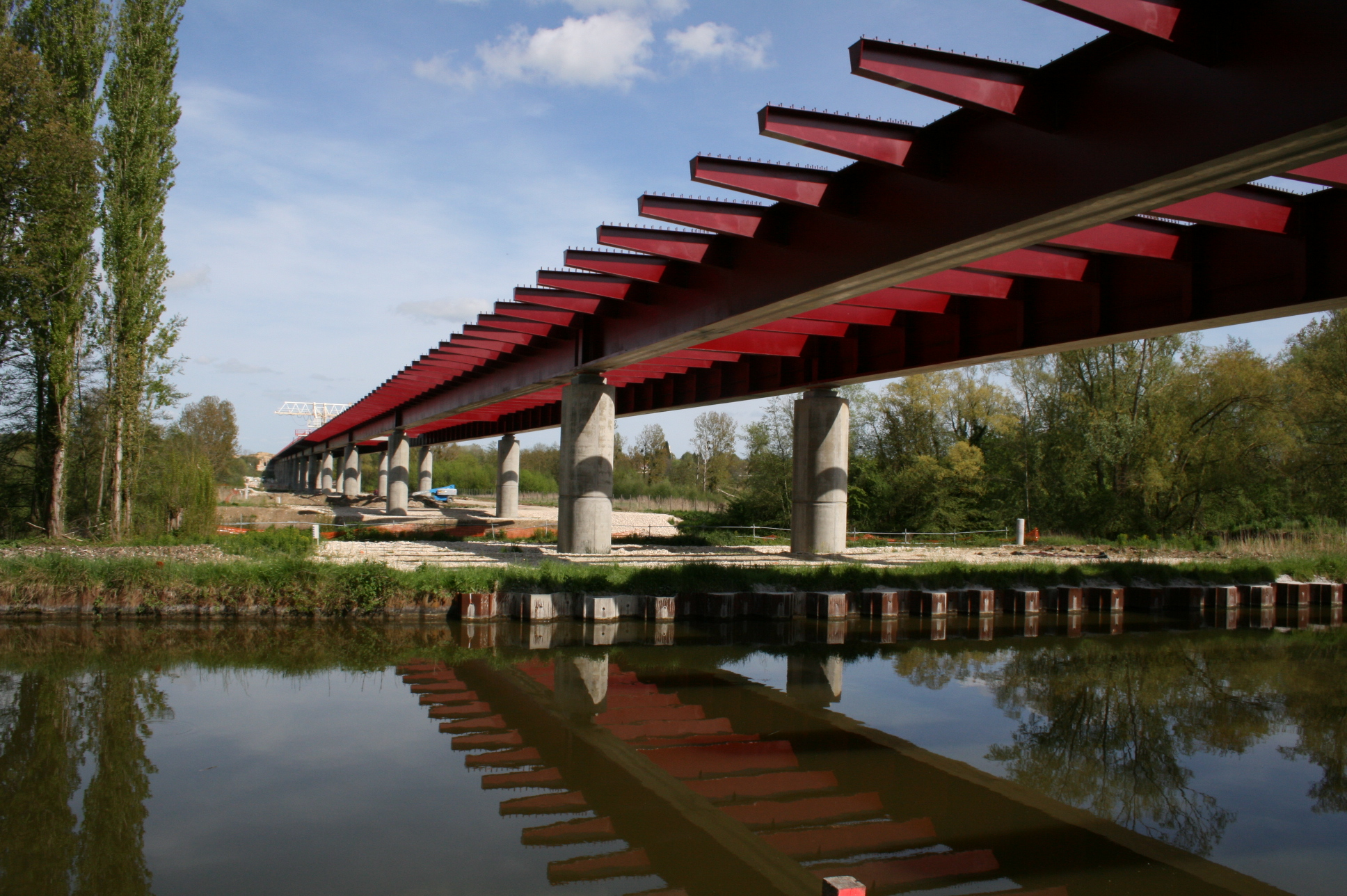
Viaductul peste Loing în construcție, la 11 mai 2008.
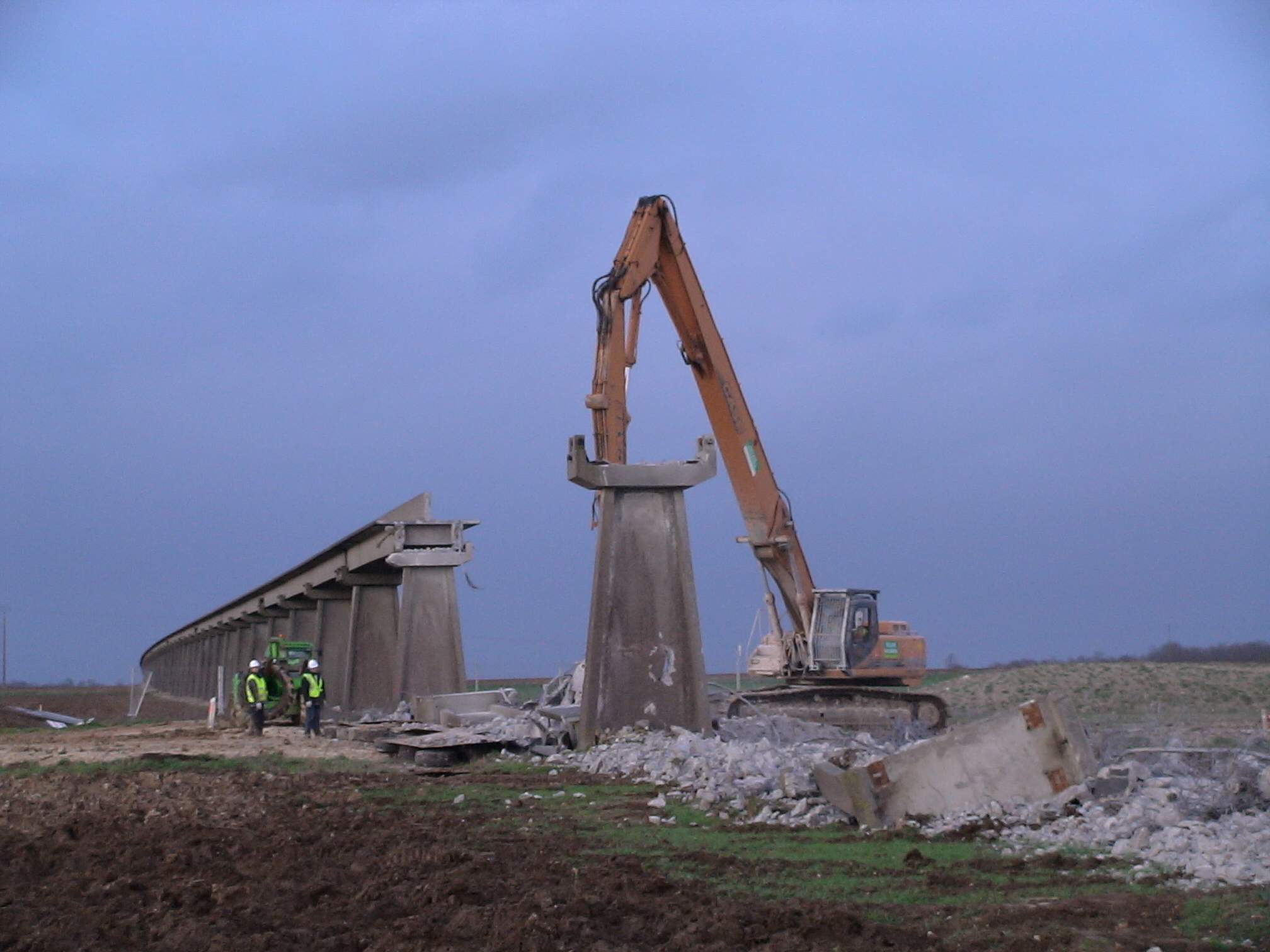
Șina aerotrenului pe șantierul autostrăzii A19.

## Echipamente
Tronsonul a fost echipat cu 108 bazine destinate filtrării apelor poluate, 9 km de bariere antifonice, o bandă de urgență continuă, peste 100 de coridoare ecologice pentru animale și 103 poduri, inclusiv un viaduct cu tablier dublu, de tip bipoutre, cu o lungime de un kilometru, care traversează râul Loing.
Centrul de exploatare este situat la Fontenay-sur-Loing.

## Experimentare
Pe direcția Courtenay-Artenay, linia care separă banda de urgență de benzile de circulație este continuă. În direcția opusă, linia rămâne discontinuă pentru a permite comparații. Un sistem de lasere și radare colectează date privind traversările și va servi drept bază pentru îmbunătățirea siguranței rutiere.